# Afrocamilla exculta
Afrocamilla exculta är en tvåvingeart som beskrevs av Barraclough 1997. Afrocamilla exculta ingår i släktet Afrocamilla och familjen gnagarflugor. Inga underarter finns listade i Catalogue of Life.